# Карл Людвиг Гольштейн-Бекский
Карл Лю́двиг (нем. Karl Ludwig; 18 сентября 1690 — 22 сентября 1774, Кёнигсберг) — герцог Шлезвиг-Гольштейн-Зондербург-Бекский, удостоенный чина российского генерал-фельдмаршала.

## Биография
Происходил из Бекской ветви Голштейн-Зондербургской линии Ольденбургской династии. Третий сын (пятый ребёнок) Фридриха Людвига (1653—1728), герцога Шлезвиг-Гольштейн-Зондербург-Бекского (с 1719 года) и его жены Луизы Шарлотты, принцессы Шлезвиг-Гольштейн-Зондербург-Августенбургской (1658—1740). Родители были двоюродными братом и сестрой.
Через датского короля Фредерика I — шестиюродный дядя Петра III.
В 1723 году перешёл в католицизм.
Наследовал герцогский трон 6 мая 1757 года, когда его бездетный племянник Фридрих (англ. Frederick William III, Duke of Schleswig-Holstein-Sonderburg-Beck), прусской полковник, был убит в битве под Прагой (Семилетняя война).
В 1762 году был пожалован императором Петром III в российские генерал-фельдмаршалы. На российской военной службе не состоял. Известный историк Д. Н. Бантыш-Каменский полагал, что герцог и ещё несколько лиц были 

удостоены этого почетного звания по причине знатного происхождения.— «Биографии…»
Его преемником во главе Гольштейн-Бекского герцогства стал младший его брат Петер Август, также носивший звание российского генерал-фельдмаршала.

## Семья
В 1730 году в Дрездене женился на графине Анне Каролине Ожельской (1707—1769) — внебрачной дочери короля Польши, курфюрста Саксонии Августа Сильного. Через три года они развелись. Единственный ребёнок:
- Карл Фридрих (5 января 1732, Дрезден — 21 февраля 1772, Страсбург) не был женат.